# Aa (Noord-Brabant)
De Aa is een beek en stroomafwaarts een kleinere rivier in het oosten van de Nederlandse provincie Noord-Brabant. De gekanaliseerde beek ontspringt bij Nederweert in Limburg en komt bij de Citadel in het centrum van 's-Hertogenbosch samen met de Zuid-Willemsvaart en de Dommel. Aa en Dommel vormen daar de Dieze, die even ten noorden van 's-Hertogenbosch in de Maas uitmondt. De beek, waarvan de naam water betekent, is in de jaren 30 van de 20e eeuw gekanaliseerd. Door ruilverkaveling in de jaren zestig van de 20e eeuw is sindsdien het oude cultuurlandschap in het Aa-dal aanzienlijk veranderd. Sinds 1993 vormt de Aa geen hydrologisch geheel meer, sindsdien is de bovenloop een korte toeloop van de Zuid-Willemsvaart, de 46 km lange benedenloop een parallelloop van het kanaal.

## Ouderdom

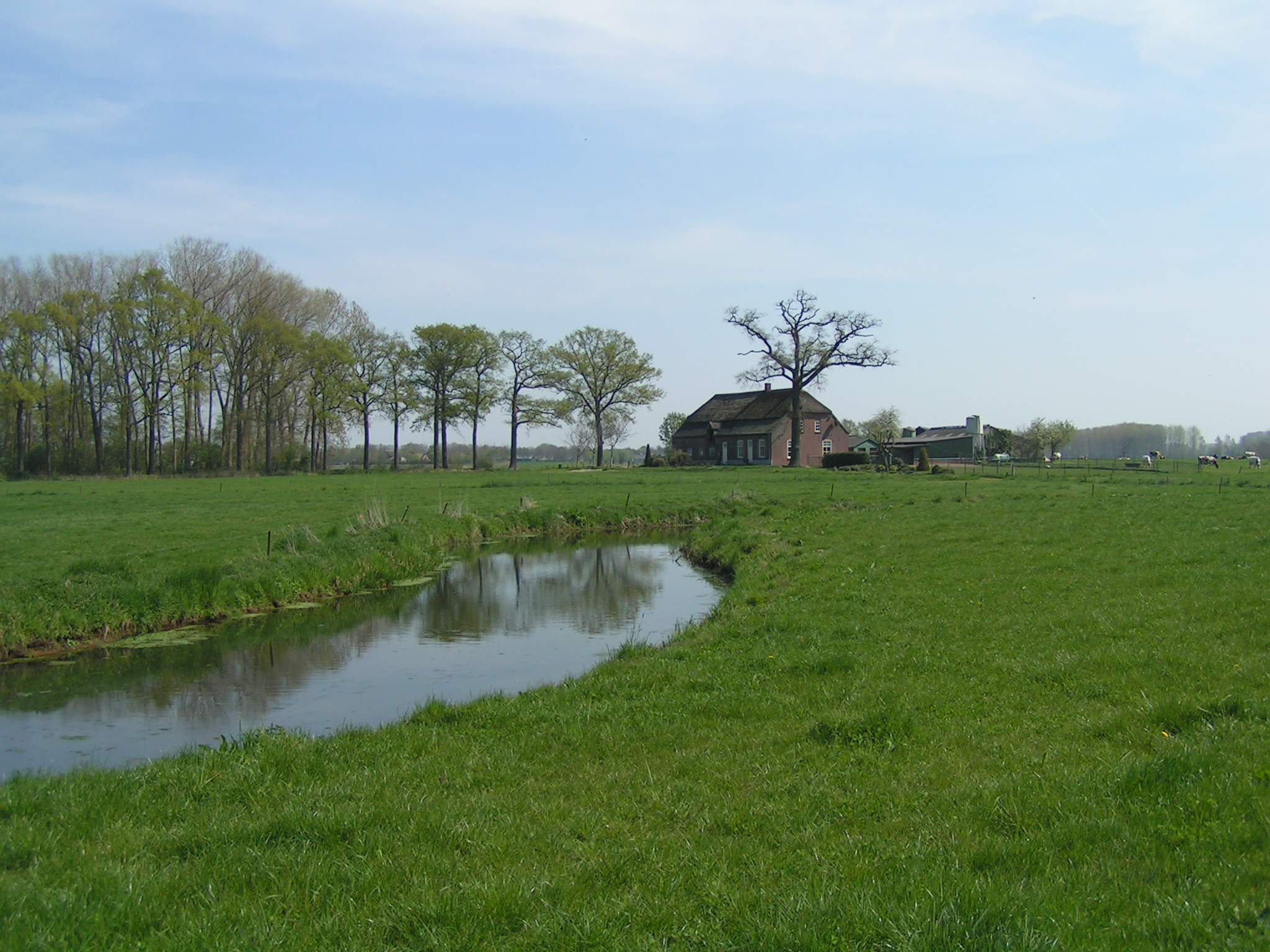
Afgesneden meander (oude Aa) nabij kasteel Heeswijk in Heeswijk-Dinther

De ouderdom van de Aa is moeilijk te bepalen. Deskundigen houden het erop dat zij ongeveer 10.000 jaar geleden, na de laatste ijstijd, is ontstaan.
Tijdens het preglaciaal Tiglien (2 miljoen jaar geleden) vormde de Maas een zijrivier van de Rijn en stroomde daarin uit ter hoogte van het tegenwoordige Keulen. Na het terugtrekken van het landijs, waarbij de stuwwallen de Veluwe en de Utrechtse Heuvelrug ontstonden, zochten de Grote Rivieren een noordelijke route. De Ardennen scheidden de Maas van de Rijn, waarbij ze veel noordelijker gingen stromen en pas tegen de Veluwe en de Utrechtse Heuvelrug weer scherp naar het westen afbogen en de rivierdelta Schelde, Maas, Rijn vormden. Door tektoniek ontstond de Grote Peel in het oosten van Brabant met op zijn hoogste gedeelten (Griendtsveen en Asten) hoogveenvorming. (In de Ardennen de Hautes Fagnes, Botrange) De fluviatiele gronden van de Kempen en de Peelvenen begonnen hun overtollige regenwater te lozen in het oude Maasdal en op deze manier ontstonden van west naar oost de Reusel, de Beerze, de Dommel en de Aa, elk weer met zijn eigen zijbeken, zoals de Poppelse Leij, de Kleine Beerze, de Stroom, de Astense Aa, de Goorloop, de Beekgraaf, de Leijgraaf, de Rips, de Loop enz. Van een aantal deelstromen is aangetoond dat zij volledig cultuurlijk moeten zijn, omdat de bodemomstandigheden niet wijzen op een oorspronkelijke beekloop.

## Loop van de beek
Volgens de topografische kaarten 1:25.000 en 1:10.000 ontspringt de Aa (zonder naamtoevoeging) in de Platkuil tussen Ospel en Ospeldijk (beide gemeente Nederweert in Nederlands Limburg) op 29,1 m boven het zeeniveau. Op de eerste 3–4 km van zijn loop maakt zij een bocht van westelijke naar noordnoordwestelijke richting. Over vele kilometers is westelijk parallel de Zuid-Willemsvaart gegraven. Bij Lierop komt van het westen de Kleine Aa via een duiker onder het kanaal door. Zij is 4,7 km lang, maar heeft langere zijtakken.
Op de grens van Asten en Helmond ontmoet zij de Astense Aa, die van de Hoekse Kuilen komt, gelegen in de zuidoosten van Noordbrabant bij de grens van Meijel (Limburg). Naar zijn bronnengebied kan al naar behoefte water van de Maas toegevoerd worden, via Zuid-Willemsvaart, Noordervaart en de Kanaal van Deurne. Tot de monding is de lengte van beide beken tussen de 18 en 19 kilometer. 800 m verder kruist de Aa via een duiker naar de westzijde van de Zuid-Willemsvaart, die in 1993 in het oosten van de stad omgeleid werd. Hier wordt de rivier de Nieuwe Aa genoemd. Deze Nieuwe Aa werd gedurende de jaren 30 van de 20e eeuw als omleiding gegraven, voordien stroomde de Aa dwars door het centrum van de stad. De Nieuwe Aa stroomt benedenstrooms van de sluis van Helmond in het kanaal. Noordelijk van de buurt Dierdonk mondt van rechts de Bakelsche Aa (bovenloop Oude Aa) in het kanaal uit. Na enkele meters verlaat de Aa het kanaal weer via een stuw naar links en stroomt vervolgens zelfstandig verder.
Na Beek en Donk gepasseerd te zijn stroomt ze pal noordwaarts, om vervolgens in een wijde bocht naar het westen af te buigen en nog juist door Erp te stromen. Ten noordwesten wordt dan Veghel doorsneden en passeert zij op korte afstand Heeswijk-Dinther. Na Berlicum wordt ter hoogte van Hintham 's-Hertogenbosch bereikt. Bij De Muntel komt de Aa samen met de Zuid-Willemsvaart en de Dommel. Samen vormen ze dan de Dieze die even ten noorden van 's-Hertogenbosch, in de buurt van Crèvecoeur in de Maas uitstroomt. Takken van de vrij uitstromende Aa liepen oorspronkelijk ten dele om 's-Hertogenbosch heen, maar de rivier werd in 1544 strakker door de stad heen geleid, mogelijk om de functie als riool te verbeteren. Door het graven van de Zuid-Willemsvaart, 1822-1826, werd de oude aansluiting op de Groote Stroom van de Binnendieze verbroken en voedt en vormt de rivier de noordoostelijke vestinggracht. Als de hoogte van de waterstand op de Maas afwatering via de Dieze niet toelaat, wordt het water afgevoerd door het Afwateringskanaal 's-Hertogenbosch-Drongelen. De stroomrichting van de westelijke vestinggracht wordt omgekeerd, en de Aa stroomt door het normale Dommelbed naar de Vughterpoort.

## Zijbeken
Te 's-Hertogenbosch komt de Aa, samen met de Zuid-Willemsvaart en de Dommel in de Dieze terecht, die op de Maas uitmondt. Het stroomgebied van de Aa is dus een onderdeel van dat van de Maas. Ten westen ervan ligt het stroomgebied van de Dommel, ten oosten ervan vormt de Peel een waterscheiding. Aan de andere zijde van de Peel stromen de beken rechtstreeks naar de Maas.
Ook de Aa ontspringt in de Peel, en wel ten zuiden van Nationaal Park De Groote Peel.
Vanaf de monding vinden we stroomopwaarts de volgende zijbeken en zijkanalen:
- Grote Wetering
  - Wambergse Beek
  - Kleine Wetering
  - Barrière Wetering
  - Bleekloop
  - Venloop, bij Loosbroek
  - Graanloop
  - Kleinwijkse Loop, bij Nistelrode
- Rosmalense Aa
- Kwalbeek, bij Berlicum
- Leijgraaf, heette voorheen 'de Meer' bij Middelrode De Leijgraaf, gekanaliseerde zijbeek van de Aa
  - Meerkensloop
  - Elzense Loop
    - Noordkantse Loop
    - Rietvense Loop
    - De Waterval
    - Zijpse Loop

  - Molenloop, bij Boekel
  - Burgtse Loop, bij Boekel
  - Kerkenloop, bij Boekel
  - Zandhoekse Loop, bij Boekel

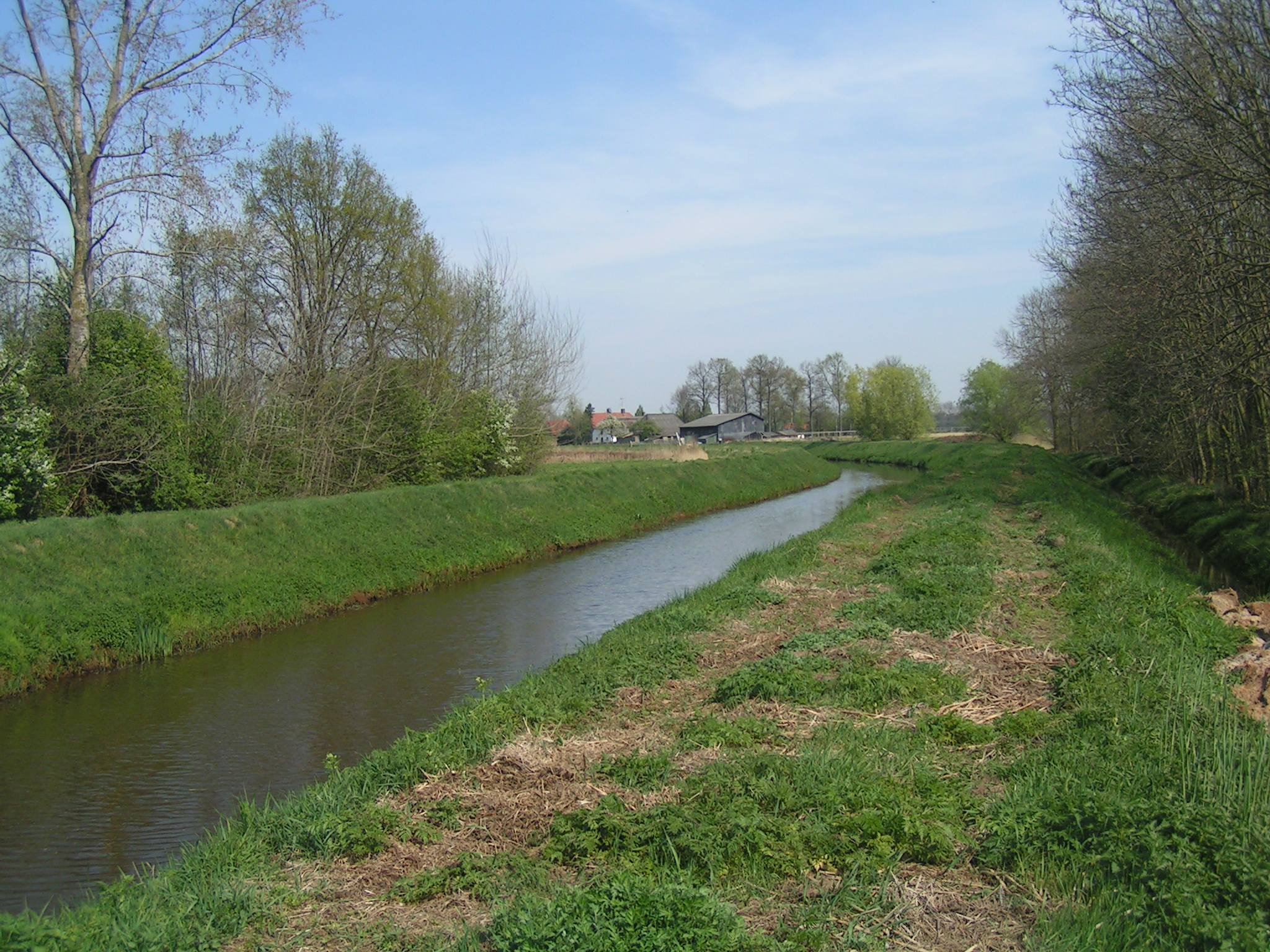
De Leijgraaf, gekanaliseerde zijbeek van de Aa

- Biezenloop en voormalige Grote Loop, bij Veghel
  - Jekschotse loop bij Zijtaart.
  - voormalig Leinsmortels stroompje bij Zijtaart
- Beekgraaf, bij Veghel
- voormalige Tillaarse graaf bij Veghel
- Hurkse Loop, bij Erp
- Landmeerse Loop, bij Esdonk
- Peelsche Loop, bij Koks
- Snelle Loop, bij Koks
  - Rips, bij Gemert
  - Leijgraaf, bij Gemert
  - Esperloop, bij Bakel
- Broek Aa, bij Beek en Donk
- Boerdonkse Aa, bij Boerdonk, stroomopwaarts Goorloop genaamd
  - Heieindse Loop, bij Beek en Donk
    - Donkersvoortse Loop
      - Loop van het Bosven, bij Lieshout
      - Lange Loop, bij Lieshout

  - Schapengracht, bij Aarle-Rixtel
  - Stiphoutse Loop, bij Stiphout
  - Nederheidse Loop, bij Mierlo
  - Vleutloop, bij Mierlo
  - Overakkerse Loop, bij Mierlo
- Bakelse Aa, bij Helmond, stroomopwaarts Oude Aa genaamd; de Aa heet stroomopwaarts wel Nieuwe Aa
  - Vreekwijkse Loop, bij Deurne
  - Kaweise Loop, bij Rijpelberg
    - De Vlier, vóór 1832 ook wel als Bakelse Aa bekendstaand
    - Biesheuvelse Loop
- De Weijer, bij Brouwhuis
- Astense Aa, ten noorden van Lierop
  - Soeloop, bij Liessel
  - Heitrakse Loop, bij Neerkant
- Busselse Loop, bij Lierop
  - Beekerloop
- Kleine Aa, bij Lierop
  - Meervense Loop, bij Lierop
- Voordeldonkse Broekloop, bij Asten
- Eeuwselse Loop, bij Heusden
- Kievitsloop, bij Someren-Eind
  - Diepenhoekseloop
- Platkuil

## Afvoer
De afvoer van de Aa is zeer onregelmatig en is afhankelijk van de hoeveelheid regen die is gevallen in het bekken van de Aa. Op het moment dat de Aa samenvloeit met de Dommel is de gemiddelde afvoer 11 m³/s. In droge tijden kan dit slechts 6 m³/s bedragen, terwijl in natte tijden een afvoer van 55 m³/s niet ongehoord is.

## De Zeven Moeren
De Aa ontsprong volgens een oude overlevering in het gebied de Zeven Moeren. Dat moet ergens aan de rand van de Peel zijn geweest op de grens met Limburg. De Aa is bijna honderdvijftig jaar bevaarbaar geweest, van Helmond tot 's-Hertogenbosch. Voor kleine schepen en platboomde schuiten (de z.g. strontschippers) is ze nog tot ongeveer 1840 bevaarbaar geweest vanaf de Molensluis te Erp tot 's-Hertogenbosch. Er lagen meerdere sluizen in de beek en ter hoogte van Keldonk was ze zelfs, naar toenmalige begrippen zeer breed, ruim 28 voet (d.i. ongeveer 7 meter).

## Bewoning langs de Aa

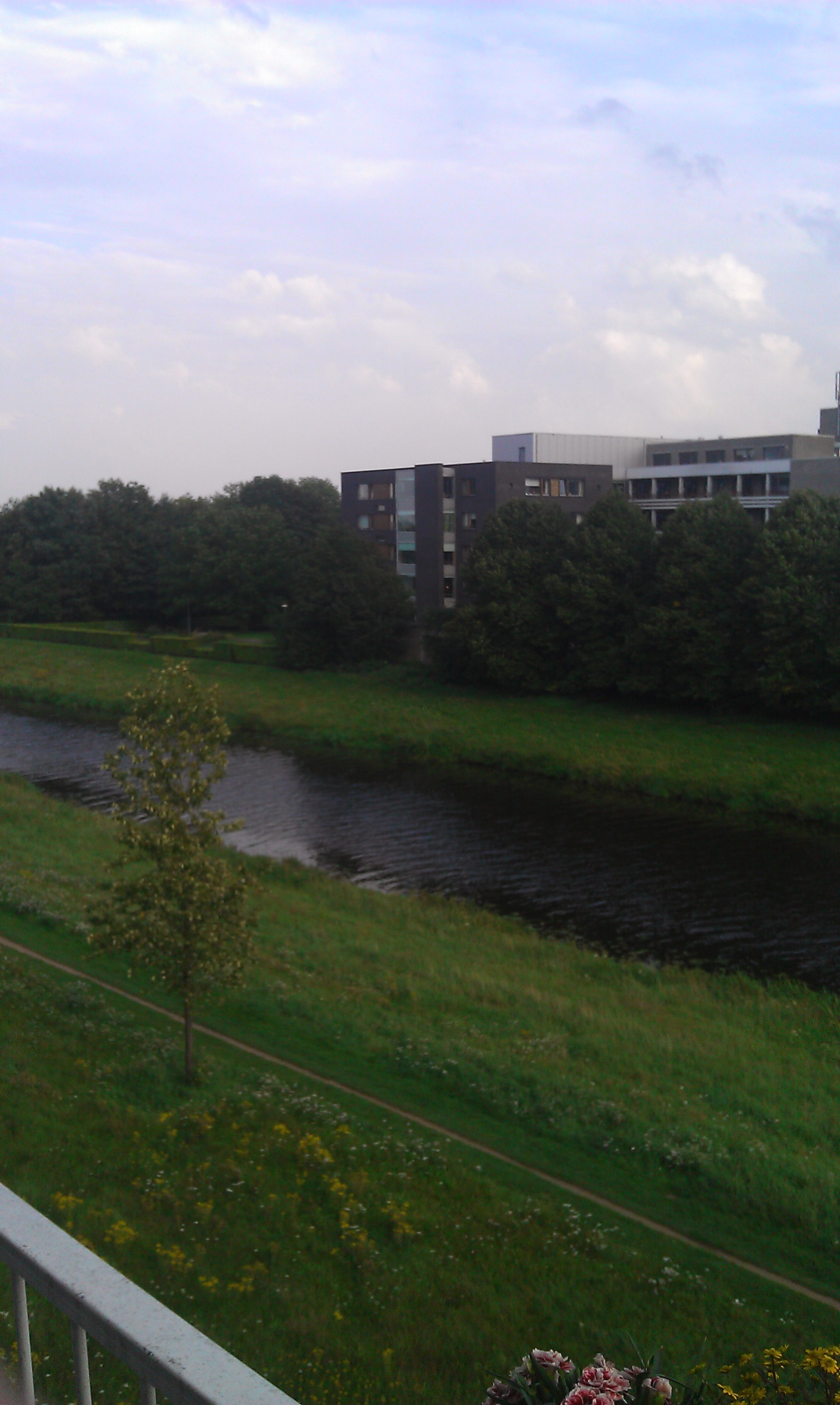
De Aa in Den Bosch

Romeinse vondsten wijzen op een reeds lange occupatiegeschiedenis van de hogere gronden langs de Aa. Reeds vóór de jaartelling begon zich een meer permanente vestiging af te tekenen, toen de eerste nederzettingen van zwervende erven ontstonden op de dekzandruggen langs de beken. De meeste nederzettingen vinden we op de oostelijke oever van de Aa. Daar bevindt zich een reeks nederzettingen op de hoge zandrug van Berlicum over Heeswijk-Dinther en Veghel naar Erp. Veel van deze nederzettingen, die later uitgroeiden tot dorpen, liggen aan het Aa-dal op de hogere gronden, maar plaatsen als Veghel en Middelrode liggen zelfs direct aan de Aa en lijken in primaire fase nederzettingen bij een voorde te zijn. In eerste instantie was het drassige beekdal ongeschikt voor occupatie. Later werd het ontgonnen tot weide- en beemdgrond. De stichting van veel kasteeltjes en landhuizen in het Aadal, zoals Kasteel Heeswijk en Huis Avestein te Heeswijk-Dinther, het slot Frisselstein in Veghel of het kasteel Seldensate te Middelrode wijzen op de defensieve mogelijkheden die de omstandigheden in het Aa-dal boden.
Ook werd de Aa gebruikt om de in de Peel gestoken turf naar 's-Hertogenbosch te vervoeren. In 1623 werd een plan gemaakt om de Aa beter bevaarbaar te maken, maar door het Beleg van 's-Hertogenbosch door Frederik Hendrik in 1629 werden de werkzaamheden gestaakt.

## Watermolens en overstromingen

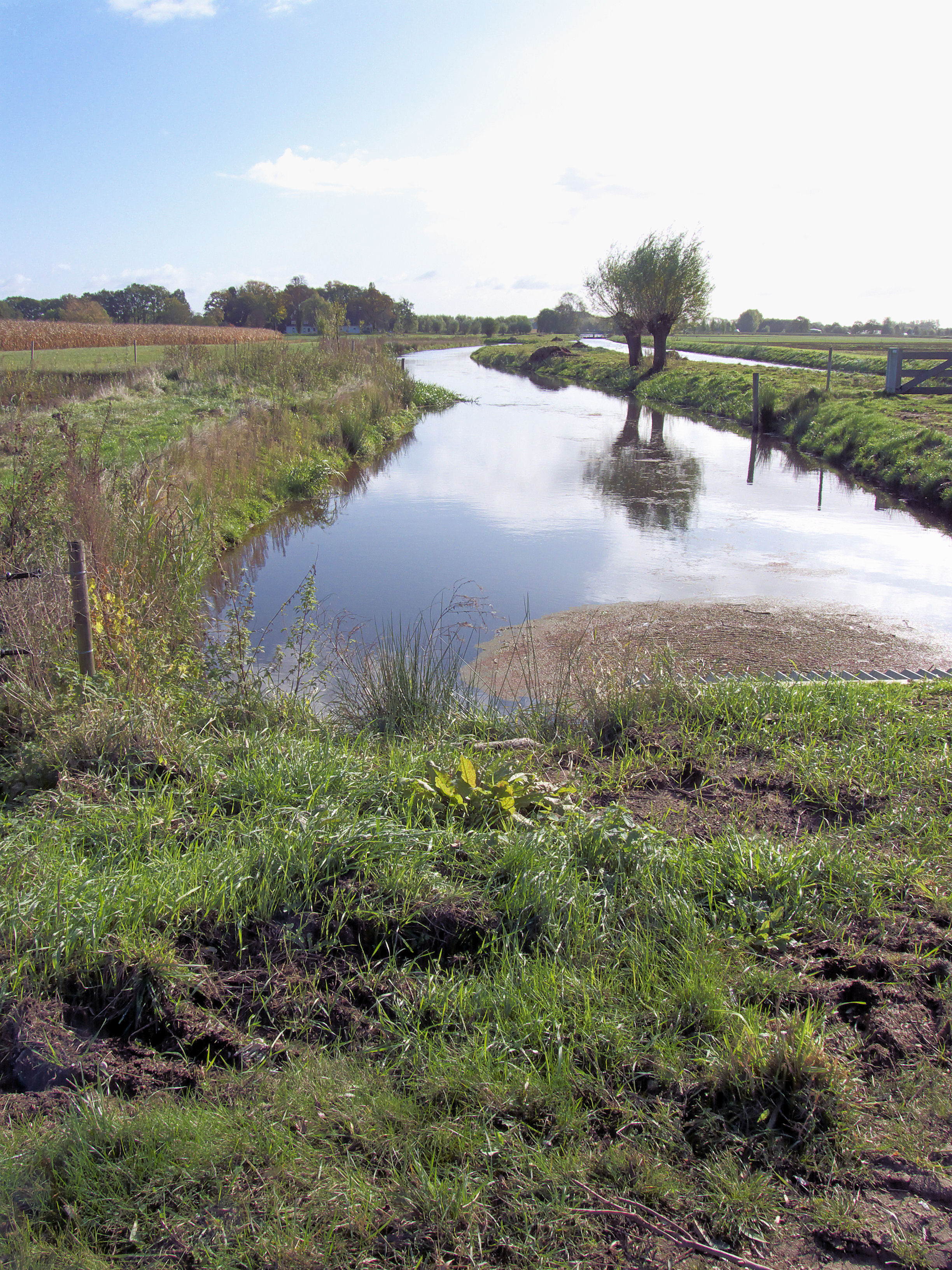
Aftakking van de Aa vanaf de stuw naar de Kilsdonkse Molen

Van oudsher diende de sterk meanderende beek echter vooral om overtollig water van de hooggelegen zandgronden, waar ook de meeste mensen woonden, af te voeren. Toen de bevolking toenam, ging men ook de lager gelegen beemd- en broekgronden cultiveren (Aarle Rixtel, Beek en Donk, Veghel en Heeswijk-Dinther) en vanaf die tijd dateren de klachten over de vele overstromingen en ongemakken van het water. Hoewel de beek vroeger dieper en breder was, is haar vermogen steeds te gering geweest. Vooral in het natte seizoen ging regelmatig gewas verloren en kwam vee om door overstromingen (Dinther 1757).
De doorstroming werd nog eens bemoeilijkt door de aanwezigheid van veel watermolens, zoals De Kilsdonkse Molen te Dinther en de molen Ten Wiel te Veghel. De molenaars van de aan de beek gelegen watermolens lieten het water naar eigen behoefte door. Er ontstonden op diverse plaatsen soms erg grote plassen, die vaak tot overstromingen aanleiding gaven. De vele molens aan de Aa en de willekeurige waterbeheersing door de molenaars waren veelvuldig aanleiding tot onenigheid. Eens dreigde dit zo'n omvang aan te nemen dat zelfs een beroep werd gedaan op keizer Karel V om rechtstreeks te bemiddelen. Hij liet in 1545 de beek uitdiepen en stelde de hoogte vast van het water dat elke molenaar mocht schutten. Dit bood aanvankelijk enig soelaas maar na het uitbreken van de Tachtigjarige Oorlog leefde men de verordeningen niet meer na. Ten einde raad gingen de gemeenten over tot aankoop van de gewraakte molens met het voornemen ze te slopen, wat dan ook bijna altijd gebeurde. Zo kocht de gemeente Veghel in 1880 de Kilsdonkse watermolen onder Dinther. Die koop had slechts als doel de doorstroming van de rivier te verbeteren door de raderen en de stuw van de molen te verwijderen en daarmee de plaatselijke boeren tussen Veghel en Dinther gunstig te stemmen.
De volgende watermolens hebben gelegen op de Aa:
- Stipdonkse Watermolen, ten noorden van Lierop.
- Watermolen van Helmond
- Rixtelse Watermolen
- Erpse Watermolen
- Veghelse watermolen, molen 'Ten Wiel', buurtschap Leest
- Kilsdonkse Watermolen te Dinther
- Watermolen Ter Steen, te Middelrode
- Engelandse Molen, te Berlicum

Deze molens zijn, op de Kilsdonkse Watermolen na, alle gesloopt en ook de sporen ervan in de waterloop zijn volledig uitgewist.

## Kastelen
In het dal van de Aa zijn nog de volgende kastelen of resten daarvan te vinden:
- Kasteel Asten
- Kasteel Helmond
- Kasteel Het Gulden Huijs (Aarle-Rixtel)
- Kasteel Eikenlust te Beek en Donk
- Slot Berne te Heeswijk, de latere Abdij van Berne
- Kasteel Heeswijk
- Kasteel Seldensate te Middelrode
- Kasteel Ter Aa te Berlicum

## De Aa als vaarweg[5]
In 1573 verleende Filips II als hertog van Brabant vergunning aan Helmond om een stuk van de beek bevaarbaar te maken. In december 1627 voer de eerste platte schuit naar 's-Hertogenbosch en terug naar Helmond. De reis duurde drie dagen. Door de schaarsheid en hoge kosten van brandstoffen in 's-Hertogenbosch werd in 1625 opnieuw een plan ontworpen tot verbetering van de Aa als vaarweg. Reeds in 1624 en 1628 werd de beek op verschillende plaatsen uitgediept en werden sluizen hersteld. De geschiedenis bepaalt echter een ander lot en grijpt in. De strijd in het zuiden laaide weer eens op. 's-Hertogenbosch werd in 1629 belegerd door Frederik Hendrik van Oranje. Ten gevolge van deze belegering en latere val van de stad werden de plannen niet verder uitgevoerd. Nog driemaal, in 1739 en 1798, 1803 werd hervatting overwogen en werden plannen gesmeed. Doch steeds werden ze terzijde geschoven en kwam er niets van terecht, men werd het niet eens met andere gemeenten over de hoogte van de bijdrage en de te volgen werkzaamheden. Reeds toen realiseerde men zich dat de voordelen niet tegen de kosten zouden opwegen.
Toch blijven enkele dorpen langs de Aa volhardend. Wanneer koning Lodewijk Napoleon Veghel in 1809 bezoekt, verzoekt het gemeentebestuur hem om de rivier de Aa te mogen kanaliseren en toepasselijk Lodewijksvaart te mogen noemen. Lodewijk Napoleon is zeer vereerd. Door politieke omstandigheden komt van die plannen niets terecht en moet men tot 1823 wachten tot de aanleg van de Zuid-Willemsvaart.

## Kanalisatie

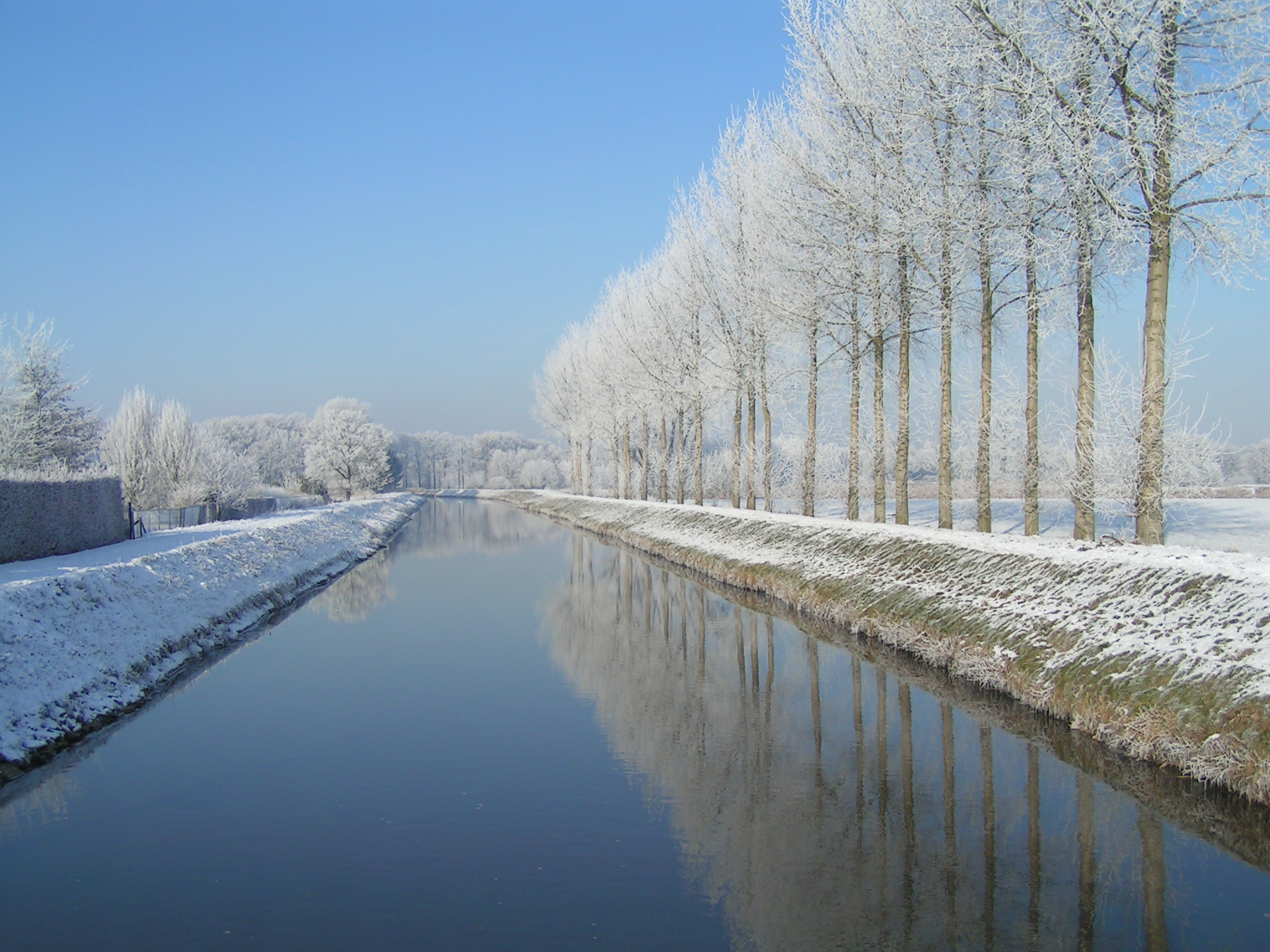
Gekanaliseerde Aa (nieuwe Aa), gezien vanaf de brug in Middelrode

De Zuid-Willemsvaart had definitief ingegrepen in de bestemming die men
altijd aan de Aa had toebedacht. Pas toen in 1864 het Waterschap de Beneden
Aa en in 1922 in groter verband Waterschap De Aa werd opgericht, ging men
structureel de al eeuwenlang bestaande ongemakken te lijf. Deze ongemakken bestonden uit overstromingen in de wintermaanden, waarna het vaak erg lang duurde voordat het overtollige water van de landbouwgronden weg stroomde. Soms was er overigens ook sprake van te lage waterstanden in de zomermaanden.
Bij de kanalisatie ging men erg rigoureus te werk. Alle bochten werden uit de beek verwijderd, en er ontstond een rivier met lange rechte stukken, stroomafwaarts voorzien van hoge dijken, waaruit ze zich nimmer meer zou kunnen bevrijden. Vanaf de jaren 30 van de 20e eeuw is het werk door ongeveer 1200 arbeiders uitgevoerd, onder andere in het kader van werkverschaffing gedurende de crisisjaren, zoals in Veghel.
Lage gedeelten werden opgehoogd en bochten, ook wel meanders genoemd, gedempt en rechtgetrokken. Dat dit werk grondig gebeurde blijkt uit het nagenoeg totaal verdwijnen van de opvallende steilranden tussen de Aa en het landbouwgebied in het dal tussen Veghel en Erp. De kanalisatie was verschrikkelijk zwaar werk. Met de schop
moesten de mannen de nieuwe stukken uitgraven. Dan ging het met de kruiwagen tegen de wallenkanten omhoog, waar het zand in kipkarren over een spoor in de te dempen gedeelten werd gestort. Om verdroging door de versnelde waterafvoer te voorkomen en om het waterpeil te kunnen beheersen, werden later op diverse plaatsen stuwen in de Aa aangelegd.

## Waterkwaliteit
Vanaf de jaren 50 van de 20e eeuw vervuilt het water van de gekanaliseerde Aa steeds meer. De vervuiling wordt veroorzaakt door het lozen van ongezuiverd rioolwater, de landbouw en door industriële lozingen o.a. in Helmond en Veghel. In de jaren zestig van de 20e eeuw bereikt de vervuiling een hoogtepunt. De Aa is vanaf dat moment feitelijk een open riool, waarin nauwelijks nog plantengroei voorkomt en waarin vrijwel geen vissen meer leven. Eind jaren 70 verbetert de waterkwaliteit, onder andere door het plaatsen van afvalwaterzuiveringsinstallaties. Thans is de waterkwaliteit van de gekanaliseerde Aa weer van een acceptabel niveau.

## De Aa in de moderne tijd

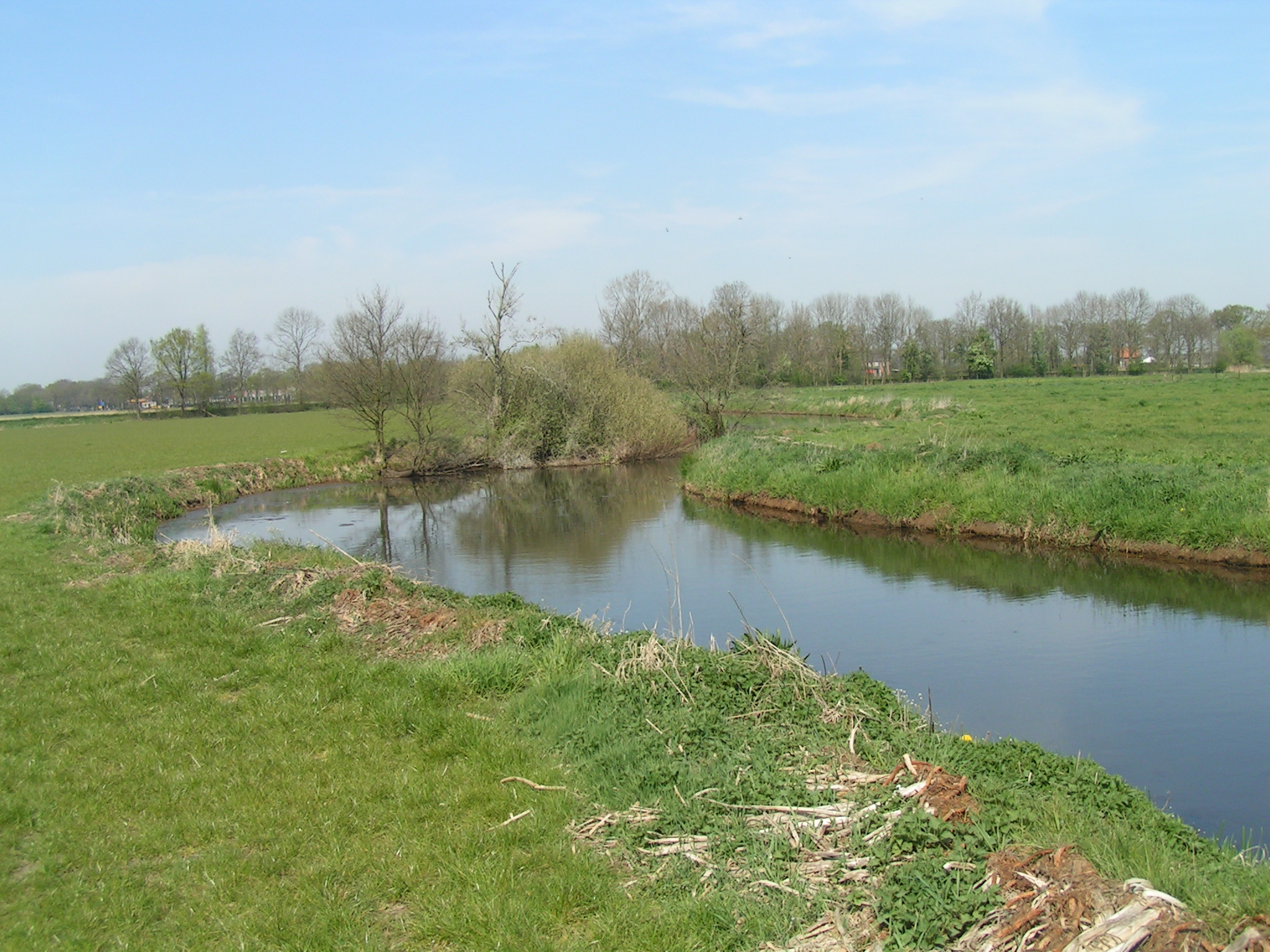
Afgesneden meander van de Aa in Heeswijk-Dinther, kijkend richting Middelrode waar tot in de 19e eeuw watermolen 'Ter Steen' gelegen was

Sinds 2004 maakt het stroomgebied van de Aa deel uit van het Waterschap Aa en Maas. Onder invloed van nieuwe inzichten over natuur en landschap wordt gepoogd iets van de schade aan het oorspronkelijke landschap te herstellen. De afgesneden meanders die bewaard zijn gebleven, zoals die bij Kasteel Heeswijk en in Middelrode en Berlicum, worden zorgvuldig gehandhaafd. Het waterschap legt natuurvriendelijke oevers aan (die er overigens nooit geweest zijn: ze zijn een uitvinding van deze tijd) en op enkele plaatsen krijgt de beek haar meanderende vorm weer terug. Nabij Helmond bijvoorbeeld meandert de Aa er weer lustig op los. Daar waar mogelijk worden de afgesneden meanders weer aangesloten. De oude meanders kunnen niet in alle gevallen worden hersteld, terwijl anderzijds rechte stukken die al eeuwen niet meer meanderen of dat zelfs nooit gedaan hebben bochten krijgen. In die zin hebben de gemeenten langs de Aa er dan ook meer voor gekozen om de Aa als genormaliseerde beek een nieuwe natuurlijke en recreatieve functie te geven.
Er zijn enkele grote projecten opgezet om het Aa-dal opnieuw in te richten of aan te passen. Het project Dynamisch Beekdal heeft als doel om het water in het Aa-dal tussen Heeswijk-Dinther en 's-Hertogenbosch meer ruimte te geven. Hierdoor ontstaat een natuurlijke dynamiek van de Aa en worden overstromingsproblemen stroomafwaarts richting ’s-Hertogenbosch voorkomen.
Het project Masterplan Aa Veghel gaat over de herinrichting van het Aa-dal binnen de toenmalige gemeente Veghel. Het betreft het beekdal van de Aa tussen de A50 aan de noordzijde en de kom van Erp. Voor dit deel van het beekdal worden de doelstellingen ten aanzien van natuurontwikkeling, waterbeheer, recreatie, landschap, landbouw en archeologie concreet uitgewerkt.